# Communauté de communes Hautes Terres
Die Communauté de communes Hautes Terres ist ein französischer Gemeindeverband mit der Rechtsform einer Communauté de communes im Département Cantal in der Region Auvergne-Rhône-Alpes. Sie wurde am 1. Januar 2017 gegründet und umfasst 39 Gemeinden (Stand: 1. Januar 2025). Der Verwaltungssitz befindet sich in der Gemeinde Murat.

## Historische Entwicklung
Der Gemeindeverband entstand mit Wirkung vom 1. Januar 2017 durch die Fusion der Vorgängerorganisationen
- Communauté de communes du Pays de Massiac,
- Communauté de communes du Pays de Murat und
- Communauté de communes du Cézallier,

von der sich jedoch die Gemeinden Lugarde und Montgreleix anderen Gemeindeverbänden angeschlossen haben.
Am 1. Januar 2019 verließen die Gemeinden Chanterelle, Condat, Montboudif und Saint-Bonnet-de-Condat den Gemeindeverband und schlossen sich der Communauté de communes du Pays Gentiane an.
Mit Wirkung vom 1. Januar 2025 wurde die Commune nouvelle Neussargues en Pinatelle faktisch aufgelöst und Neussargues-Moissac, Celles, Chalinargues, Chavagnac und Sainte-Anastasie wurden wieder zu selbstständigen Gemeinden. Dies erhöhte die Anzahl der Gemeinden des Gemeindeverbands von 35 auf 39.

## Mitgliedsgemeinden
| Gemeinde                             | Einwohner 1. Januar 2022 | Fläche km² | Dichte Einw./km² | Code INSEE | Postleitzahl |
| ------------------------------------ | ------------------------ | ---------- | ---------------- | ---------- | ------------ |
| Albepierre-Bredons                   | 240                      | 34,42      | 7                | 15025      | 15300        |
| Allanche                             | 783                      | 49,89      | 16               | 15001      | 15160        |
| Auriac-l’Église                      | 142                      | 19,73      | 7                | 15013      | 15500        |
| Bonnac                               | 160                      | 22,60      | 7                | 15022      | 15500        |
| Celles                               | 217                      | 18,35      | 12               | 15031      | 15170        |
| Celoux                               | 58                       | 9,62       | 6                | 15032      | 15500        |
| Chalinargues                         | 311                      | 27,55      | 11               | 15035      | 15170        |
| Charmensac                           | 72                       | 15,17      | 5                | 15043      | 15500        |
| Chavagnac                            | 91                       | 16,58      | 5                | 15047      | 15300        |
| Chazelles                            | 33                       | 6,28       | 5                | 15048      | 15500        |
| Dienne                               | 238                      | 46,33      | 5                | 15061      | 15300        |
| Ferrières-Saint-Mary                 | 238                      | 19,17      | 12               | 15069      | 15170        |
| Joursac                              | 155                      | 21,11      | 7                | 15080      | 15170        |
| La Chapelle-d’Alagnon                | 258                      | 9,20       | 28               | 15041      | 15300        |
| La Chapelle-Laurent                  | 239                      | 26,09      | 9                | 15042      | 15500        |
| Landeyrat                            | 86                       | 21,28      | 4                | 15091      | 15160        |
| Laurie                               | 84                       | 19,23      | 4                | 15098      | 15500        |
| Laveissenet                          | 135                      | 10,79      | 13               | 15100      | 15300        |
| Laveissière                          | 526                      | 34,93      | 15               | 15101      | 15300        |
| Lavigerie                            | 113                      | 24,25      | 5                | 15102      | 15300        |
| Leyvaux                              | 36                       | 14,95      | 2                | 15105      | 43450        |
| Marcenat                             | 510                      | 51,47      | 10               | 15114      | 15190        |
| Massiac                              | 1.801                    | 34,78      | 52               | 15119      | 15500        |
| Molèdes                              | 78                       | 22,38      | 3                | 15126      | 15500        |
| Molompize                            | 272                      | 17,12      | 16               | 15127      | 15500        |
| Murat                                | 1.770                    | 20,26      | 87               | 15138      | 15300        |
| Neussargues-Moissac                  | 834                      | 13,62      | 61               | 15141      | 15170        |
| Peyrusse                             | 141                      | 29,26      | 5                | 15151      | 15170        |
| Pradiers                             | 81                       | 23,61      | 3                | 15155      | 15160        |
| Rageade                              | 99                       | 12,59      | 8                | 15158      | 15500        |
| Sainte-Anastasie                     | 124                      | 15,88      | 8                | 15171      | 15170        |
| Saint-Mary-le-Plain                  | 186                      | 21,80      | 9                | 15203      | 15500        |
| Saint-Poncy                          | 337                      | 40,37      | 8                | 15207      | 15500        |
| Saint-Saturnin                       | 191                      | 38,71      | 5                | 15213      | 15190        |
| Ségur-les-Villas                     | 215                      | 26,69      | 8                | 15225      | 15300        |
| Valjouze                             | 24                       | 3,05       | 8                | 15247      | 15170        |
| Vernols                              | 59                       | 24,20      | 2                | 15253      | 15160        |
| Vèze                                 | 64                       | 25,46      | 3                | 15256      | 15160        |
| Virargues                            | 117                      | 11,03      | 11               | 15263      | 15300        |
| Communauté de communes Hautes Terres | 11.118                   | 899,80     | 12               | –          | –            |